# Corneilla-del-Vercol
Corneilla-del-Vercol település Franciaországban, Pyrénées-Orientales megyében. Lakosainak száma 2679 fő (2022. január 1.). Corneilla-del-Vercol Théza, Alénya, Elne, Montescot és Villeneuve-de-la-Raho községekkel határos.

## Földrajz

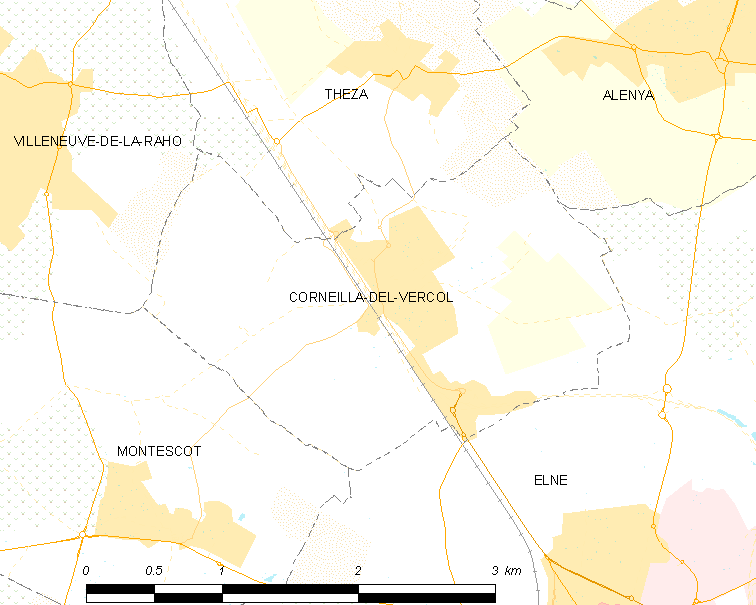
Corneilla-del-Vercol és környéke

## Népesség
A település népességének változása:
| Lakosok száma | 2162 | 2211 | 2259 | 2293 | 2320 | 2327 | 2444 | 2561 | 2679 |
|               | 2013 | 2015 | 2016 | 2017 | 2018 | 2019 | 2020 | 2021 | 2022 |